# Петербургский комиссионер
«Петербу́ргский комиссионе́р» — газета, выходившая в Санкт-Петербурге в 1866-1867 годах.

## История
Газета коммерческая и домашнего хозяйства «Петербургский комиссионер» выходила в Санкт-Петербурге ежедневно с марта 1866 по май 1867 года. С течением времени подзаголовки менялись.
Издавал и редактировал газету А. Петров.
Газета обслуживала коммерческие круги. Помимо материалов о спросе и предложении, в ней публиковались ценники, биржевые и вексельные курсы, торговая библиография, сведения о зрелищах и увеселениях, расписания отправления поездов и т. п.
В первые месяцы существования газеты в ней помещались статьи и на общественно-политические темы. Уделяла основное внимание вопросам развития отечественной промышленности, разработки недр, строительства железных дорог, укрепления акционерного дела. В дальнейшем — незначительный промышленно-торговый орган.
С 1868 года выходила под названием «Петербург».